# Маслов, Михаил Степанович (военный)
Михаил Степанович Маслов (5 декабря 1901, с. Ягодное ныне Перевозского района Нижегородской области — 22 октября 1972, Москва) — военный дипломат. Генерал-лейтенант (1965).

## Биография
Родился в крестьянской семье.
В 1917 году окончил школу 1-й ступени.
В РККА с 1920 года.
В 1920 году окончил 24-е Нижегородские пехотные курсы.
Участник Гражданской войны: воевал «под Перекопом в 1920 г. и по ликвидации банд в Тамбовской губернии в 1921 г.», на Карельском фронте.
В 1920—1932 годах — красноармеец 27-го стрелкового полка, командир взвода штаба 2-й Донской дивизии, 1-го стрелкового полка Отдельной стрелковой бригады внутренней службы, 289-го стрелкового полка 46-й бригады, врид командира взвода, врид помощника адъютанта, командир отделения 46-го стрелкового полка, Усть-Ижорской караульной роты, командир взвода, роты 50-го стрелкового полка, младший помощник начальника штаба того же полка, Татарского стрелкового полка.
Окончил Оперативно-разведывательные курсы при штабе 11-й дивизии (1922), Ленинградскую пехотную школу (1924—1927), Специальный факультет Военной академии РККА имени М. В. Фрунзе (1932—1936).
В феврале 1936 — июле 1938 года состоял в распоряжении Разведывательного управления штаба РККА, работал в Китае.
В июле 1938 — июнь 1939 года — начальник отделения связи, в июне 1939 — августе 1940 года — общего отдела Разведуправления РККА, в августе — декабре 1940 года — в распоряжении Разведупра РККА.
В декабре 1940 — июне 1941 года — помощник военного атташе при посольстве СССР в Югославии.
В июне 1941 — июле 1942 года — военный атташе при посольстве СССР в Персии.
Участник Великой Отечественной войны с августа 1942 года. Заместитель начальника разведывательных отделов штаба Волховского, Брянского фронтов. Заместитель начальника, начальник РО штаба 2-го Прибалтийского фронта (1943—1945). «Полковник Маслов М. С. с 12 по 20.01.1943 и в период подготовки операции на Мглинском направлении исключительно четко и организованно обеспечил сбор необходимых информационно-разведывательных данных и правильно произвел оценку сил пр-ка на направлении Главного удара, что полностью подтвердилось захваченной 20.01.1943 в р-не Рабочий поселок № 1 оперативной картой пр-ка по группировке его войск на фронте по рубежу рек Нева и Волхов» (из Наградного листа, 05.02.1943). «Показал себя как способного, грамотного разведчика. Осуществляя правильное руководство подчиненными разведорганами аппарата Разведотдела, всегда своевременно обеспечивал всеми необходимыми разведданными о противнике командование фронта» (из Наградного листа, 17.05.1945).
После Войны — военный атташе при посольстве СССР в Польше, Франции (1959—1961), на ответственных должностях в Генеральном Штабе Вооруженных Сил СССР, начальник Отдела внешних сношений МО СССР (1961—1970).
Умер в 1972 году. Похоронен на Востряковском кладбище.

## Награды
- Орден Ленина (1945)
- четыре ордена Красного Знамени(1943[1], 1944 ,1945[2],?)
- орден Отечественной войны I степени(1944)[3]
- два ордена Красной Звезды(1937,?).
- медали(в том числе «20 лет РККА», «За оборону Ленинграда»[4])
- орден «Красная Звезда» Китайской Красной армии(1938).